# Hellyethira exserta
Hellyethira exserta är en nattsländeart som beskrevs av Wells 1979. Hellyethira exserta ingår i släktet Hellyethira och familjen smånattsländor. Inga underarter finns listade i Catalogue of Life.